# Patrick O’Brian
Patrick O’Brian, właśc. Richard Patrick Russ (ur. 12 grudnia 1914 w Chalfont koło Londynu, zm. 2 stycznia 2000 w Dublinie) – brytyjski pisarz i tłumacz niemieckiego pochodzenia. W czasie II wojny światowej pracował w brytyjskim wywiadzie.
Największą sławę zyskał jako autor serii powieści marynistycznych, których bohaterami są Jack Aubrey i Stephen Maturin. Na język polski jego powieści przekładał pisarz Marcin Mortka (począwszy od HMS „Surprise”, pierwsze dwa tomy przełożył Bernard Stępień).
W 2003 roku na podstawie wątków powieści Master and Commander, HMS „Surprise”, The Letter of Marque i częściowo także The Far Side of the World nakręcono film pt. Pan i władca: Na krańcu świata.

## Twórczość

### Seria o przygodach Jacka Aubreya i Stephena Maturina
1. Master and Commander (1970), (wyd. pol. Dowódca „Sophie”, 1997)
2. Post Captain (1972), (wyd. pol. Kapitan, 1999)
3. HMS „Surprise” (1973), (wyd. pol. HMS „Surprise”, 2002)
4. The Mauritius Command (1977), (wyd. pol. Dowództwo na Mauritiusie, 2003)
5. Desolation Island (1978), (wyd. pol. Zapomniana wyspa, 2004)
6. The Fortune of War (1979), (wyd. pol. Wojenne losy, 2006)
7. The Surgeon's Mate (1980), (wyd. pol. Mat lekarza pokładowego, 2008)
8. The Ionian Mission (1981), (wyd. pol. Jońska misja, 2009)
9. Treason's Harbour (1983), (wyd. pol. Port zdrady, 2010)
10. The Far Side of the World (1984), (wyd. pol. Pan i władca. Na krańcu świata, 2003)
11. The Reverse of the Medal (1986), (wyd. pol. Druga strona medalu, 2011)
12. The Letter of Marque (1988), (wyd. pol. List kaperski, 2014)
13. The Thirteen-Gun Salute (1989), (wyd. pol. Salwa honorowa, 2015)
14. The Nutmeg of Consolation (1991)
15. Clarissa Oakes (1993,The Truelove w USA)
16. The Wine-Dark Sea (1993)
17. The Commodore (1995)
18. The Yellow Admiral (1996)
19. The Hundred Days (1998)
20. Blue at the Mizzen (1999)
21. The Final Unfinished Voyage of Jack Aubrey (2004, 21 w USA)

### Pozostałe

#### Powieści
- Caesar (1930)
- Hussein (1938)
- Testimonies (1952)
- The Catalans (1954)
- The Golden Ocean (1956)
- The Unknown Shore (1959)
- Richard Temple (1962)

#### Literatura faktu
- Men-of-War: Life in Nelson's Navy (1974)
- Picasso (1976)
- Joseph Banks: A Life (1987)